# Lally Stott
Harold Stott, detto Lally (Prescot, 16 gennaio 1945 – Liverpool, 6 giugno 1977), è stato un cantante, compositore e paroliere britannico.
Molto attivo in Italia, vanta collaborazioni con diversi produttori e autori, come per esempio Franco Micalizzi, per il quale scrisse il testo della sigla del film Lo chiamavano Trinità..., e i fratelli Capuano, insieme ai quali compose diversi brani del gruppo pop Middle of the Road.

## Biografia
Nativo di Prescot, cittadina inglese a circa 10 km da Liverpool all'epoca in Lancashire, fece parte della scena beat del Merseyside e a metà degli anni sessanta fu tra i protagonisti dell'invasione musicale britannica in Italia.
A fine decennio, dopo aver lasciato i Motowns, entrò in contatto con Giacomo Tosti, produttore del gruppo scozzese Middle of the Road, per il quale scrisse il testo dell'hit Chirpy Chirpy Cheep Cheep composto dai fratelli Giosy e Mario Capuano, che ebbe grande successo nelle classifiche di Regno Unito, Australia, Italia ed entrò al 92º posto nella Billboard Hot 100.
In collaborazione con Franco Micalizzi, inoltre, compose il testo della title track del film Lo chiamavano Trinità..., brano ripreso quarant'anni più tardi nella colonna sonora di Django Unchained di Quentin Tarantino.
Per i Middle of the Road scrisse i testi di altri singoli di successo come, tra l'altro, Bottoms Up, Samson and Delilah, Sacramento, Tweedle Dee, Tweedle Dum, tutti nelle Top Ten di una o più classifiche europee all'inizio degli anni settanta.
Scrisse anche canzoni per sé stesso, come per esempio Jakaranda, in concorso all'ottavo Festivalbar nel 1971 e Sweet Meeny, presentata nella nona edizione della stessa rassegna l'anno dopo, e fu anche presente nella televisione italiana come ospite di trasmissioni musicali.
Per Engelbert Humperdinck scrisse My Summer Song, in seguito ripresa anche da Jerry Reed e i Jigsaw; un'altra sua composizione da lui personalmente interpretata, Good Wishes, Good Kisses, fu impiegata come sigla di testa dello sceneggiato del 1972 La donna di picche, della quadrilogia del tenente Sheridan.
Tornato in Inghilterra, a soli 32 anni rimase vittima di un incidente stradale tra Liverpool e Prescot: il 4 giugno 1977 la sua moto urtò un veicolo proveniente in senso opposto e, a causa delle lesioni a testa e gambe, fu ricoverato dapprima a Whiston e, successivamente, al Walton Hospital di Liverpool dove morì due giorni dopo il sinistro.